# Lise Gauvin
Pour les articles homonymes, voir Gauvin.
Lise Gauvin est une écrivaine et critique littéraire québécoise.

## Biographie
Professeure émérite au Département des littératures de langue française de l'Université de Montréal, qu’elle dirigea de 1999 à 2003, Lise Gauvin (née Gagné) a fait ses études à l'Université Laval, au Conservatoire de musique de Québec, à l'Université de Vienne, à l'Université de Paris IV-Sorbonne (doctorat) ainsi qu’à l’Université de Montréal (baccalauréat en musique, 2019). Elle a été responsable de la chronique des « Lettres francophones » dans le journal Le Devoir durant une vingtaine d’années et a collaboré régulièrement aux émissions culturelles de Radio-Canada à titre d’animatrice et de critique. Ses chroniques du journal Le Devoir ont été réunies dans D’une langue l’autre. Tracées des littératures francophones chez Mémoire d’encrier en 2013.
En 1984, elle est élue présidente de l’Association des éditeurs de périodiques québécois (AEPCQ) et en 2008 présidente de l’Académie des lettres du Québec, dont elle est membre depuis 2000. Sous l’égide de cette institution, elle coorganise chaque année une séance de l’Association Femmes-Monde, à Paris, consacrée aux écrivaines québécoises. Elle est l’une des membres fondatrices du Parlement des écrivaines francophones, créé à Orléans en 2018.
Lise Gauvin s’est intéressée aux modes d’inscription de la littérature dans l’espace social, plus précisément aux rapports entre la langue et la littérature au Québec et dans les diverses littératures de langue française,,. Elle a dirigé plusieurs numéros de revues et écrit plusieurs articles sur ce sujet, notamment dans Langue française, Yale French Studies, la Revue de l’Institut de sociologie de l’ULB, Études françaises, Littérature, La Quinzaine littéraire, etc. On lui doit notamment le concept de "surconscience linguistique" de l'écrivain francophone.
La fabrique de la langue. De François Rabelais à Réjean Ducharme constitue une ambitieuse synthèse sur les usages et les représentations de la langue à travers cinq siècles de littérature. « Cet essai, note le Nouvel Observateur, s’intéressant aux échanges entre code linguistique et écritures transgressives, nous propose une formidable incursion dans l’imaginaire de la langue, de la truculence de Rabelais aux néologismes de Ducharme en passant par l’argot célinien et le créole de Patrick Chamoiseau. » Selon Pauline Bernon, « cette entreprise prend place à côté de l’histoire de la langue française faite par Ferdinand Brunot et Gérald Antoine. Elle ne recoupe pas non plus l’étude du fonctionnement de la langue littéraire par Charles Bally ou Leo Spitzer. En effet, le livre de Lise Gauvin traite du moment où surgit ce qui renouvelle la langue, dans le contact entre langage et création littéraire, plutôt que de ce qui la légitime, par exemple à l’école ou dans le dictionnaire, objets de l’Institution du français de Renée Balibar. » Cet ouvrage a été choisi parmi les 100 meilleurs livres sur la langue française.
En collaboration avec le sociolinguiste Jean-Marie Klinkenberg, elle a créé un Groupe de recherche interuniversitaire sur les interactions entre langues et littératures (GRILL). Le groupe a permis la réalisation de trois colloques (Montréal, Liège et Paris), deux séminaires au Sénégal, un numéro de revue (Littérature) et plusieurs ouvrages collectifs.
Dans le domaine de la fiction, elle a fait paraître Lettres d’une autre ou Comment peut-on être québécois(e), un essai/fiction inspiré des Lettres persanes de Montesquieu. Également des récits (À une enfant d’un autre siècle, Un automne à Paris), des poèmes (L’effacement, Le semainier, Chambres) et une novella (Quelques jours cet été-là – Cette novella, publiée dans une version augmentée en format Kindle sous le titre Le Sursis, a été finaliste au Prix Anne Hébert en 2007). Ses recueils de nouvelles (Fugitives, Arrêts sur images et Parenthèses), ont été chaleureusement accueillis par la critique et ont valu à leur auteure le statut de « nouvellière de premier plan ». Elle a aussi publié des textes en rapport avec la peinture (Chez Riopelle, visites d’atelier, « Trois fois passera », « Passages») ainsi que des Entretiens avec l’artiste Fernand Leduc et les écrivains Édouard Glissant (L’imaginaire des langues) et Marie-Claire Blais (Les lieux de Marie-Claire Blais).
Directrice de la revue Études françaises de 1994 à 2000, elle est membre du comité de rédaction de la revue Possibles de 1986 à 1996 et de la revue américaine Québec Studies de 1989 à 1993. Elle a participé quelques années au jury du prix du journal Le Monde et elle fait maintenant partie de deux jurys internationaux : celui du Prix Carbet des Caraïbes, fondé par Édouard Glissant, et celui du Prix Senghor, décerné au premier roman d’un écrivain francophone. Elle est également correspondante de Mondes francophones.
Pour son engagement envers la langue et dans la francophonie, elle a reçu un Doctorat honorifique de l’Université de Moncton en 2010 et obtenu le prestigieux Prix Georges-Émile Lapalme en 2018. En 2020, l'Académie française lui a remis le Grand Prix de la Francophonie (Médaille de vermeil).
Pour souligner l’ensemble de ses réalisations, la revue Lettres québécoises lui a consacré un « Dossier spécial » en 2014. On retrouve dans le numéro un autoportrait abécédaire, un entretien avec Marie-Andrée Lamontagne et une rétrospective sur son parcours par Réjean Beaudoin.

## Mentions et prix
- 2020 - Grand Prix de la Francophonie de l’Académie française (Médaille de vermeil)[16]
- 2018 - Prix Georges-Émile-Lapalme[17]
- 2015 - Officière de l'ordre national du Québec[18]
- 2010 - Docteure honoris causa de l’Université de Moncton
- 2007 - Prix Acfas André-Laurendeau[19],[20]
- 2007 - Finaliste, Prix Anne Hébert pour Quelques jours cet été-là
- 2004 - Mention spéciale du Grand Prix de la critique (remis par le PEN Club français) pour La Fabrique de la langue
- 2002 - Chevalière de l'Ordre des Palmes académiques
- 2000 - Membre de l'Académie des lettres du Québec
- 2000 - Membre de la Société royale du Canada
- 1999 - Prix France-Québec/Prix Jean-Hamelin pour L'écrivain francophone à la croisée des langues
- 1993 - Membre de l'Ordre des francophones d'Amérique
- 1992 - Prix des Arcades de Bologne pour Fugitives

## Œuvres

### Essais et entretiens
- Lise Gauvin et Marie-Claire Blais, Les lieux de Marie-Claire Blais, Montréal, Éditions Nota bene, 2020, 204 p. (ISBN 978-2-89518-710-3)
- « Il est donné, dans toutes les langues, de construire la tour. Apprivoiser Babel », dans François Noudelmann, Francoise Simasotchi-Bronèes et Yan Toma (dir.), Archipels Glissant, Presses universitaires de Vincennes, 2020, p. 41-50
- « De la notion de littérature nationale à celle du Tout-Monde chez Édouard Glissant », dans Sylvie Glissant, Loîc Cery et al. (dir.), Édouard Glissant et le Discours antillais : la source et le delta, Éditions de l’Institut du Tout-Monde, 2020 (ISBN 978-2-491641-03-0), p. 553-565
- « France Daigle : le roman mode d’emploi », Francophonies d’Amérique, no 49,‎ 2020, p. 25-39
- Le roman comme atelier : la scène de l'écriture dans les romans francophones contemporains, Paris, Karthala, coll. « Lettres du Sud », 2019, 194 p. (ISBN 978-2-8111-2602-5)[21],[22],[23]
- « Un malentendu gênant. Kanata, épisode 1. La Controverse », Spirale, no 269,‎ été 2019, p. 90-93
- « Écrire, pourquoi? L’écrivain francophone contemporain face à l’écriture », dans Le Club de Mediapart, 14 mai 2019
- « Écrire en français en Amérique : langagement des écrivains », Apulée, no 4,‎ mars 2019, p. 113-118
- « Les années de formation : entretien avec Gaston Miron », Apulée, no 4,‎ mars 2019, p. 119-124
- « De l’éclatement des formes au roman performatif », Temps zéro,‎ mars 2017 (lire en ligne)
- « Penser/parler la langue ou des mille manières de décrire/d’écrire le réel », dans Christine Meyer et Paula Prescod (dir.), Langues choisies, langues sauvées. Poétiques de la résistance, Würzburg, Königshausen et Neumann, 2017, p. 37-58
- « Parti pris et après. La langue de Mommy », dans Le Devoir, 17 mars 2015 (lire en ligne)
- « Entretien  avec Lise Gauvin », dans Archipels Francophones, vol. 5, Tokyo, Bulletin du Cercle d'études japonais des lettres francophones, 2015
- « La traversée de l’Amérique : Volkswagen Blues de Jacques Poulin », dans Sylvain Campeau et Patrick Moreau (dir.), Quinze  classiques de la littérature québécoise, Fides, 2015, p. 245-257
- Aventuriers et sédentaires. Parcours du roman québécois, Montréal, Paris, Typo, Éditions Honoré Champion, 2014 [2012], 296 p. (ISBN 978-2-89295-413-5)
- D’un monde l’autre. Tracées des littératures francophones, Montréal, Mémoire d'encrier, 2013, 456 p. (ISBN 978-2-89712-090-0)
- Édouard Glissant et Lise Gauvin, L'imaginaire des langues. Entretiens avec Lise Gauvin (1991-2009), Paris, Éditions Gallimard, coll. « Hors série littérature », 2010, 118 p. (ISBN 978-2-07-013182-2)
- « Les femmes-récits ou les déléguées à la parole », dans Wolfgang Asholt, Mireille Calle-Gruber et Dominique Combe (dir.), Assia Djebar. Littérature et transmission, Paris, Presses Sorbonne Nouvelle, 2010, p. 55-66
- La fabrique de la langue : De François Rabelais à Rejean Ducharme, Paris, Éditions du Seuil, coll. « Points », 2010 [2004], 352 p. (ISBN 978-2-02-038718-7)

- Écrire pour qui ? : L'écrivain francophone et ses publics, Paris, Éditions Karthala, coll. « Lettres du Sud », 2007, 174 p. (ISBN 978-2-84586-936-3, lire en ligne)
- L'Écrivain francophone à la croisée des langues, Paris, Éditions Karthala, coll. « Lettres du Sud », 2006 [1997], 182 p. (ISBN 978-2-86537-750-3, lire en ligne)
- Lise Gauvin, préface avec Karine Vigneau, « Il était une fois les Îles », dans Père Anselme Chiasson, L’eau qui danse, l’arbre qui chante et l’oiseau de vérité, Montréal, Planète rebelle, 2005, p. 13-22
- Réjean Beaudoin, « La pensée de la langue : entretien avec Lise Gauvin », dans Canadian Literature, vol. 183 : Writers talking, hiver 2004 (lire en ligne), p. 29-38

- Langagement. L'écrivain et la langue au Québec, Montréal, (Québec), Canada, Éditions du Boréal, 2000, 256 p. (ISBN 978-2-7646-0017-7)
- « Quatrième lettre, mars », dans Solange de Loisy (dir.), Québec, une dynamique créative, Paris, Éditions de la Martinière, 2000, p. 85
- « Écrire, dit-elle » (discours de réception à l’Académie des Lettres du Québec) », Les Écrits, no 99,‎ août 2000, p. 111-120
- Lise Gauvin et Gaston Miron, Écrivains contemporains du Québec, Paris, Montréal, Éditions Seghers, Éditions de l'Hexagone, 1998 [1989], 579 p. (ISBN 978-2-232-10018-5)
- « Les possibles-présents des écritures-femmes » », dans Claudine Bertrand et Louise Cotnoir (dir.), 80 voix au féminin : anthologie Arcade 1981-1996, Éditions Arcade (no 35-36), 1996, p. 17-22
- Entretiens avec Fernand Leduc, suivi de Conversation avec Thérèse Renaud, Montréal, Éditions Liber, coll. « De vive voix », 1995, 268 p. (ISBN 978-2-921569-24-8)
- « Petit essai sur l’essai au féminin », dans Lori Saint-Martin (dir.), L’autre lecture : la critique au féminin et les textes québécois, t. 2, Montréal, XYZ, 1994, p. 117-237
- « L’écrivain et la langue », dans Yannick Gasquy-Resch (dir.), Littérature du Québec, Vanves (France), AUPELF/Édicef, 1994, p. 165-176
- « Éditions critiques de Cantique des Cantiques, Les Gracques et Suzanne et le Pacifique », dans Jean Giraudoux, Théâtre complet et Œuvres romanesques 1, Paris, Éditions Gallimard, coll. « Pléiade », 1990 [1982]
- Giraudoux et le thème d'Électre, Paris, Lettres modernes, 1985 [1970]

### Récits, fictions et poésie
- L'effacement (trad. Patrick Williamson, préf. Martine Morillon-Carreau, ill. Wanda Mihuleac), Paris, Éditions TranSignum, 2020 [2019]
- « Un jour tu me demanderas pourquoi j’écris », dans Faouzia Zouari (dir.), Voix d’écrivaines francophones, Orléans, Corsaire éditions, 2019, p. 89-92
- Parenthèses, Paris, Lévesque Éditeur, coll. « Réverbération », 2015, 57 p. (ISBN 978-2-924186-66-4, lire en ligne)
- « L'amarée », dans Vincent Lambert et Isabelle Miron (dir.), J'écris fleuve, Montréal, Leméac, 2015, p. 92-93
- Le Sursis, Paris, Éditions Libre court, 2014, 20 p. (ISBN 9782511024461)
- « Cet été-là », dans Cent ans de Camus, vol. 48, Québec, L'écrit primal, 2013, p. 95-101
- Chambres : livre-ardoise, Paris, Éditions TranSignum, 2011
- Le semainier (ill. Solenn Larnicol), Paris, Éditions TranSignum, 2009
- Quelques jours cet été-là, Paris, Punctum, 2007, 130 p. (ISBN 978-2-35116-022-0)
- Lettres d'une autre, Montréal, Typo, 2007 [1987], 47 p. (ISBN 978-2-89295-016-8)
- « Mirabel Blues », Mondes francophones,‎ 19 mars 2006
- Un automne à Paris, Montréal, Leméac éditeur, coll. « Ici l’ailleurs », 2005
- Arrêts sur image, Québec, L'instant même, 2003, 104 p. (ISBN 978-2-89502-179-7)
- Chez Riopelle. Visites d'atelier, suivi de Trois fois passera, Montréal, Éditions de l'Hexagone, 2002, 64 p. (ISBN 978-2-89006-692-2)
- « Femme cherche homme », dans Huguette Bouchardeau (dir.), Écrits de prix à Palaiseau, Nîmes, HB éditions, 2001, p. 149-162
- « L’anniversaire », dans Huguette Bourchardeau (dir.), L’atelier de Palaiseau, Nîmes, HB éditions, 2000, p. 147-159
- « Chasse-galerie », dans Maryse Condé et Lise Gauvin (dir.), Nouvelles d’Amérique, Montréal, Éditions de l’Hexagone, 1998 (ISBN 9782890066083)
- À une enfant d'un autre siècle, Montréal, Leméac éditeur, coll. « L'écritoire », 1997, 140 p. (ISBN 9782760960503)
- « La voyageuse », dans Robert Lévesque (dir.), Avoir dix-sept ans, Montréal, Québec Amérique, 1992, p. 143-156
- Fugitives, Montréal, Bédarieux, Éditions du Boréal, Cercle noir éditeur, 1991, 144 p. (ISBN 978-2-89052-399-9)
- « Le brunch », dans Louise Dupré, Bruno Roy et France Théoret (dir.), Montréal des écrivains, Montréal, Union des écrivains du Québec et Les Éditions de l’Hexagone, coll. « Typo », 1988, p. 105-108
- « Un Perrier, s’il-vous plaît », dans Françoise Guénette (dir.), Qui a peur de ?..., Montréal, VLB éditeur, 1987, p. 109-116
- Lettres d'une autre, Montréal, Paris, Éditions de l'Hexagone, Le castor astral, 1984
- « Le rendez-vous », dans Micheline LaFrance (dir.), Nouvelles de Montréal, Montréal, Typo, 1982, p. 141-145

### Ouvrages collectifs (direction ou codirection)
- Lise Gauvin, Romuald Fonkoua et Florian Alix (dir.), Penser le roman francophone contemporain, Montréal, Presses de l'Université de Montréal, 2020, 376 p. (ISBN 978-2-7606-4159-4)
- Wolfgang Asholt et Lise Gauvin (dir.), Assia Djebar et la transgression des limites : linguistiques, littéraires et culturelles, Paris, Classiques Garnier, coll. « Rencontres. Littérature des XXe et XXIe siècles, n° 326, n° 30 », 2019, 198 p. (ISBN 978-2-406-07384-0)
- Dictionnaire des femmes créatrices : section « Littérature du Canada francophone et du Québec », Paris, Éditions des Femmes, 2013, 982 p. (ISBN 9782721006318)
- Lise Gauvin, Cécile Van Den Avenne, Véronique Corinus et Ching Selao (dir.), Lettres francophones. Parodies, pastiches, réécritures, Lyon, Les Presses de l’École normale de Lyon, 2013, 292 p. (ISBN 978-2-84788-361-9)
- Lise Gauvin (dir.), Émile Ollivier : un destin exemplaire, Montréal, Mémoire d'encrier, 2013, 170 p. (ISBN 9782897120443)
- Lise Gauvin et Danielle Perrot-Corpet (dir.), La nation nommée roman face aux histoires nationales, Paris, Éditions Classiques Garnier, coll. « Rencontres » (no 23), 2011, 428 p. (ISBN 978-2-8124-4072-4)
- Lise Gauvin (dir.), Les métropoles culturelles dans l’espace francophone, Montréal, Éditions Hurtubise, 2011, 176 p. (ISBN 9782896475230)
- Lise Gauvin (dir.), Les littératures de langue française à l'heure de la mondialisation, Montréal, Éditions Hurtubise, coll. « Constantes », 2010, 188 p. (ISBN 978-2-89647-284-0)
- Lise Gauvin et Christina Horvath, Écrit vs écran : Influences cinématographiques dans le roman contemporain, Montréal, Centre de recherche interuniversitaire sur la littérature et la culture québécoises, coll. « Nouveaux cahiers de recherche », 2006 (ISBN 2-923356-08-X)
- Catherine Douzou et Lise Gauvin (dir.), Frontières de la Nouvelle de langue française : Europe et Amérique du Nord (1945-2005), Dijon, France, Éditions Universitaires de Dijon, 2006, 251 p. (ISBN 978-2-915552-56-0)
- Lise Gauvin et Michel Beniamino (dir.), Vocabulaire des études francophones, France, Les Presses de l’Université de Limoges, 2006
- Lise Gauvin et Karine Vigneau (dir.), Répertoire analytique des contes des Îles-de-la-Madeleine, Montréal, Centre de recherche interuniversitaire sur la littérature et la culture québécoises, coll. « Nouveaux cahiers de recherche », 2005 (ISBN 2-923356-01-2)
- Lise Gauvin, Pierre L'Hérault, Alain Montandon (dir.), Le dire de l'hospitalité, Clermont-Ferrand, France, Presses universitaires Blaise Pascal, coll. « Littératures », 2004, 232 p. (ISBN 978-2-84516-234-1, lire en ligne)
- Lise Gauvin et Jean-Pierre Bertrand (dir.), Littératures mineures en langue majeure. Québec/Wallonie-Bruxelles, Bruxelles, Montréal, P.I.E.-Peter Lang, Presses de l'Université de Montréal, coll. « Archives et Musée de la littérature » », 2003, 320 p. (ISBN 978-2-7606-1879-4)
- Lise Gauvin (dir.), Les automatistes à Paris, Montréal, Les 400 coups, 2000
- Lise Gauvin (dir.), Les langues du roman, Montréal, Presses de l'Université de Montréal, 1999, 178 p. (ISBN 978-2-7606-1737-7)
- Lise Gauvin et Maryse Condé (dir.), Nouvelles d'Amérique, Montréal, Éditions de l’Hexagone, 1998 (ISBN 9782890066083)
- Lise Gauvin (dir.), Des langues aux langages : séminaires de Dakar 1996 et 1997, Montréal, Cahiers du GRILL (no 1), 1998
- Lise Gauvin (dir.), Dictionnaire des Lettres françaises, XXe siècle : section « Littérature québécoise », Paris, Hachette, coll. « La pochothèque », 1998
- Lise Gauvin (dir.), Giraudoux et l'écriture palimpseste, Montréal, Université de Montréal/Département d’Études françaises, coll. « Paragraphes » (no 14), 1997, 289 p. (ISBN 2 921447-07-X)
- Lise Gauvn, Rainier Grutman, Alexandra Jarque et Suzanne Martin (dir.), Langues et littératures, Montréal, Centre de recherche interuniversitaire sur la littérature et la culture québécoises/Centre d'études québécoises de l'Université de Montréal (CÉTUQ), 1997 (ISBN 2-9802632-5-7)
- Lise Gauvin et Franca Marcato-Falzoni (dir.), L'âge de la prose : « Romans et récits québécois des années 80 », Rome, Montréal, Bulzoni, VLB éditeur, 1992 (ISBN 9782890054820)
- Lise Gauvin et Jean-Marie Klinkenberg (dir.), Écrivain cherche lecteur : l'écrivain francophone et ses publics, Paris, Montréal, Éditions Créaphis, VLB éditeur, 1991, 258 p. (ISBN 978-2-907150-24-8)
- Lise Gauvin et Jean-Marie Klinkenberg (dir.), Trajectoires : littérature et institutions au Québec et en Belgique francophone, Montréal, Bruxelles, Presses de l'Université de Montréal, Labor, 1985
- Lise Gauvin et Laurent Mailhot (dir.), Guide culturel du Québec, Montréal, Éditions du Boréal, 1982, 536 p. (ISBN 978-2-89052-044-8)

### Directions d’ouvrages et articles (sélection)
- « Le roman comme atelier. Les nouveaux romanciers fictifs de la littérature québécoise », Temps zéro,‎ mars 2017 (lire en ligne)
- « La littérature québécoise en regard des autres littératures francophones », Québec studies, Liverpool University Press, no 49,‎ printemps-été 2010
- Lise Gauvin et Andre Oberhuber (dir.), « Réécrire au féminin : pratiques, modalités, enjeux », Études françaises, Université de Montréal : Département d'études françaises,, vol. 40, no 1,‎ 2004 (lire en ligne)
- « Écrire / Réécrire le / au féminin : notes sur une pratique », Études françaises, vol. 40, no 1,‎ 2004, p. 11-28 (lire en ligne)
- Lise Gauvin, Claude Filteau et Dominique Noguez (dir.), « Gaston Miron : un poète dans la cité », Études françaises, Université de Montréal : Département d'études françaises, vol. 35, nos 2-3,‎ 1999 (lire en ligne)
- « Les scénarios fictifs », Cinémas, vol. 9, nos 2-3,‎ printemps 1999
- Lise Gauvin et Jacques Dubois (dir.), « Robinson, la robinsonnade et le monde des choses », Études françaises, Université de Montréal : Département d’études françaises, vol. 35, no 1,‎ printemps 1999 (lire en ligne)
- « Les écrivains-critiques ; des agents doubles ? », Études françaises, Université de Montréal : Département d’études françaises, vol. 33, no 1,‎ printemps 1997 (lire en ligne)
- « L'écrivain et ses langues », Littérature, Paris, Larousse, vol. 101,‎ février 1996
- « Hommage à Georges-André Vachon », Études françaises, Université de Montréal : Département d’études françaises, vol. 31, no 2,‎ automne 1995 (lire en ligne)
- Lise Gauvin, Christiane Ndiaye et Josias Semujanga (dir.), « La représentation ambiguë : configurations du récit africain », Études françaises, Université de Montréal : Département d’études françaises, vol. 31, no 1,‎ été 1995 (lire en ligne)
- Lise Gauvin et Jean Jonassaint (dir.), « L’Amérique entre les langues », Études françaises, Université de Montréal : Département d’études françaises, vol. 28, nos 2-3,‎ automne-hiver 1992 (lire en ligne)
- Lise Gauvin et Monique La Rue (dir.), « Culture/cultures », Possibles, vol. 14, no 3,‎ 1990
- Lise Gauvin, Monique La Rue et Raymonde Savard (dir.), « La mère ou l’enfant », Possibles, vol. 13, no 4,‎ 1989
- Lise Gauvin, Rose Marie Arbour et Francine Couture (dir.), « Artiste ou manager ? », Possibles, vol. 12, no 4,‎ 1988
- Lise Gauvin, Rose Marie Arbour et Raymonde Savard (dir.), « Le Quotidien : mode d'emploi », Possibles, vol. 12, no 1,‎ 1988
- Lise Gauvin, Francine Couture et Suzanne Martin (dir.), « Langue/culture : à vendre », Possibles, vol. 11, no 3,‎ 1986-1987
- « La littérature et les médias », Études françaises, Université de Montréal : Département d’études françaises, vol. 22, no 3,‎ hiver 1986 (lire en ligne)
- « Le mal du siècle », Possibles, vol. 10, no 1,‎ 1985-1986
- « Et pourquoi pas l’amour », Possibles, vol. 7, no 3,‎ 1982-1983
- Lise Gauvin et Jeanne Demers (dir.), « Les contes : oral/écrit, théorie/pratique », Littérature, Paris, Larousse, no 45,‎ février 1982
- Lise Gauvin, Andrée Fortin et Gilles Hénault (dir.), « Les nouvelles stratégies culturelles », Possibles, vol. 5, nos 3-4,‎ 1980-1981
- Lise Gauvin et Muriel Garon-Audy (dir.), « Des femmes et des luttes », Possibles, vol. 4, no 1,‎ 1979
- « Théâtre des commencements », Études françaises, Université de Montréal : Département d’études françaises, vol. 15, nos 1-2,‎ avril 1979 (lire en ligne)
- Lise Gauvin et Jeanne Demers (dir.), « Conte parlé, conte écrit », Études françaises, Université de Montréal : Département d’études françaises, vol. 12, nos 1-2,‎ avril 1976 (lire en ligne)

### Ouvrages traduits
- Parentheses (trad. Jonathan Kaplansky), Vancouver, Ekstasis Editions, 2017 (ISBN 978-1-77171-166-1)
- Fugitives (trad. Jonathan Kaplansky), Vancouver, Ekstasis Editions, 2015 (ISBN 978-1-77171-095-4)
- Freeze-Frame (trad. Nigel Spencer), Toronto, Guernica, 2012 (ISBN 978-1-55071-612-2)
- Scrittori contemporanei del Québec, antologia letteraria (trad. Graziano Benelli, Manuela Raccanello et Sergio Zoppi), Torino, L’Harmattan italia, coll. « Alchimie », 2006, 476 p. (ISBN 88-78920-19-3)
- « De para una nina de otro siglo » (trad. Nancy Morejon), Casa de Las Américas, no 227,‎ avril-juin 2002
- Figure (trad. Carla Fratta), Bologna, edizioni Pendragon, 1994
- Imagens de um pais (trad. Zita Bernd et Eloina Santos), Porto Alegre, Nuclé de estudios canadiense, 1994
- Letters from an-other (trad. Susanne de Lotbinière-Harwood), Toronto, Women's Press, 1989, 143 p. (ISBN 08-89611-26-2)

### Spectacle littéraire
- Lise Gauvin et Pascale Montpetit, Le chemin qui marche : croisière littéraire sur le Saint-Laurent, de Dany Laferrière à Jacques Cartier, Paris et Québec, Bibliothèque Gaston-Miron de l’Université Sorbonne-Nouvelle, Maison de la littérature de Québec, Correspondances d’Eastman, CTMA-Vacancier et Festival littéraire des Îles-de-la-Madeleine, 2016-2019[24],[25],[26]

### Dossiers
- « Cohérence et pluralité : le parcours de Lise Gauvin », Lettres québécoises, no 153,‎ printemps 2014
- « La littérature sans langue de bois : dossier sur Lise Gauvin et Aventuriers et sédentaires », Cousins de personne, no 3,‎ juin 2013

### Articles (sélection)
- Virginie Soffer, « Lise Gauvin honorée par l’Académie française », Udem nouvelles,‎ 23 novembre 2020 (lire en ligne)
- Thomas Faidherbe, « Une nouvelle vague québécoise dans les prix littéraires », Livres hebdo,‎ 23 novembre 2020 (lire en ligne)
- Alexandre Vigneault, « Xavier Dolan et Lise Gauvin honorés par l’Académie française », La Presse,‎ 19 novembre 2020 (lire en ligne)
- Anne-Marie Dussault, « Entrevue avec L. Gauvin », Le 24-60, Radio-Canada,‎ 17 novembre 2020 (lire en ligne)
- Manon Dumais, « Un peu de Québec dans les prix de l’Académie française », Le Devoir,‎ 17 novembre 2020 (lire en ligne)
- Patrice Proulx, « Literary Border Crossings. Reconceptualizing Montesquieu’s Lettres persanes in Lise Gauvin’s Lettres d’une autre and Chahdortt Djavann’s Comment peut-on être français », dans Minela Santoro et Paula Ruth Gilbert (dir.), Transatlantic Passages. Literary and Cultural Relations between Quebec and Francophone Europe, Toronto, McGill-Queen’s University Press, 2020, p. 122-135
- Chloé Chaudet, Stefania Cubeddu-Proux et Jean-Marc Moura, « Rencontre avec Lise Gauvin et Véronique Tadjo », L’Atlantique littéraire au féminin. Approches comparatistes (XXe et XX1e siècles), Paris, Les Presses universitaires Blaise Pascal,‎ 2020, p. 227-241
- Marilou Garon, « Lise Gauvin: la professeure émérite qui est retournée sur les bancs d’école », UdeM nouvelles,‎ 9 octobre 2019 (lire en ligne)
- Martine Morillon-Carreau, « Une aventure de fréquentation poétique », Recours au poème,‎ 4 mai 2019 (lire en ligne)
- Pauline Bernon, « Le français des écrivains, thème & variations », Acta Fabula, vol. 16, no 1 « La langue française n'est pas la langue française »,‎ janvier 2015 (lire en ligne)
- Nicolas Aude, « Écrire et penser le roman après la décolonisation; pour, ou contre ou au-delà des nations ? », Acta Fabula, vol. 14, no 1,‎ janvier 2013 (lire en ligne)
- Gilles Dupuis, « Une littérature de combat », Spirale,‎ automne 2013, p. 42-43
- Claire Aronica, « Le roman québécois, mode d’emploi », Cousins de personne, no 3,‎ juin 2013
- Paul Fraisse, « G. comme Gauvin », Abécédaire insolite des francophonies, Pessac, Presses universitaires de Bordeaux,‎ 2012, p. 173-180
- Dominique Fisher, « Au détour de la transculturalité ? Les littératures de langue française à l’heure de la mondialisation », French Forum, vol. 13, no 3,‎ automne 2008, p. 79-92
- Michèle Pontbriand, « Que signifie être écrivain québécois ? », Le Devoir,‎ 13 octobre 2007
- Beatrice Gunther, « Land and Cityscape in Lise Gauvin’s and Jacques Poulin narratives : Between cultural Memory and L’invention du quotidien », dans Magali Compan et Kararzyna Pieprzak (ed.), Land and Landscape in Francographic Literature ; Remapping Uncertain Territories, Newcastle, Cambridge Scholars, 2007, p. 60-87
- Daniel Delas et Anne-Marie Lilti, Cent titres sur la langue française, Association pour la diffusion de la pensée française (ADPF), Ministère des Affaires étrangères (no 5 (hors série)), septembre 2005
- Thomas Régnier, « La manufacture de la langue », Magazine littéraire, Paris,‎ juin 2004
- Marilyn Randall, « Langagement », Études francophones, vol. 18, no 1,‎ printemps 2003, p. 149-152
- Michel Lord, « Des descentes aux enfers avec ou sans style », Lettres québécoises, no 111,‎ automne 2003, p. 31-32
- Isabelle Boisclair, « À ma petite-fille », dans Lucie Hotte et Linda Cardinal (dir.), La Parole mémorielle des femmes, Montréal, Éditions du Remue-Ménage, 2002, p. 171-187
- Raoul Boudreau, « Langagement. L’écrivain et la langue au Québec », Francophones d’Amérique, no 111,‎ 2001, p. 19-23
- François Dumont, « Politiques littéraires », Voix et Images, vol. 26, no 1,‎ 2000, p. 169-173
- Raymond Jean, « Préface », Fugitives, Bédarieux, Cercle noir éditeur,‎ 1992
- Réjean Beaudoin, « Entre vers et prose », Liberté, no 200,‎ avril 1992, p. 84-87
- Lucie Côté, « Les traces d’un riche parcours littéraire », La Presse,‎ 21 avril 1991
- Monique Moser Verrier, « Deux échos québécois de grands romans épistolaires du dix-huitième siècle français », Voix et images, vol. 12, no 36,‎ printemps 1987, p. 512-522 (lire en ligne)
- André Brochu, « De Gilles Hénault à King Kong », Voix et images, vol. 11, no 1,‎ septembre 1985, p. 125-134 (lire en ligne)
- Vito Carofiglio, Lettres à une autre, Bari, Edizioni dal Sud (no 16), 1985, p. 143-149

### Baladodiffusion
- « Les lieux de Marie-Claire Blais », dans Désautels le dimanche, Montréal, Radio-Canada, 2 février 2020 (lire en ligne)
- « Le coup de cœur du libraire », dans Manon Trépanier, La librairie francophone, Paris, France-Inter, 27 novembre 2005, Montréal, Radio-Canada, 30 novembre 2005
- « Tire ta langue », dans France-Culture, Paris, 17 février 2004

### Comptes rendus (sélection)
- Mario Cloutier, « Notre amie Marie-Claire », En toutes lettres,‎ 6 mai 2020 (lire en ligne)
- Manon Dumais, « Plus riche qu’une biographie : Les lieux de Marie-Claire Blais », Le Devoir,‎ 15 février 2020 (lire en ligne)
- Michel Lord, « Fuir, là-bas fuir », Lettres québécoises, no 159,‎ automne 2015, p. 43
- Jean-François Sylvestre, « Ouvrir une parenthèse sur la vie passante », Le Métropolitain,‎ 14 avril 2015
- Mario Cloutier, « Parenthèses », La Presse,‎ 20 mars 2015
- Danielle Laurin, « Nouvelles en apesanteur », Le Devoir,‎ 7 février 2015
- Jean-François Crépeau, « Musée du récit », Le Canada français,‎ 4 septembre 2014
- Ching Selao, « Voyage au tout-monde », Spirale,‎ printemps 2014
- Doris G. Eibel, « Aventuriers et sédentaires : Parcours du roman québécois », Globe, vol. 17, no 1,‎ 2014, p. 238-241 (lire en ligne)
- Chantal Guy, « La beauté du chaos », La Presse,‎ 11 février 2011
- Louis Cornellier, « Essais québécois – Lettres sur le Sud qui souffre et sur le Québe », Le Devoir,‎ 1er mars 2008 (lire en ligne)
- Suzanne Giguère, « Aller au bout de la langue », Le Devoir,‎ 3 mai 2008
- Suzanne Giguère, « L’insoutenable fragilité du bonheur », Le Devoir,‎ 29 septembre 2007
- T. R., « La fabrique de la langue », Le Nouvel Observateur,‎ 20 mai 2004
- Pierre Monette, « La littérature a fait la langue française », La Presse,‎ 16 mai 2004
- Michel Biron, « Une histoire littéraire de la langue », Le Devoir,‎ 2 avril 2004
- Fabienne Dumontet, « Dans l’imaginaire de la langue », Le Monde des livres, Paris,‎ 15 mars 2004
- Bertrand Poirot-Delpech, « Des crocheteurs aux crochets », Le Monde, Paris,‎ 25 février 2004
- Catherine Morency, « L’œil de la prose », Le Devoir,‎ 1er mars 2003
- Caroline Montpetit, « L’ami peintre », Le Devoir,‎ 12 octobre 2002, p. F1 et F2
- Mathieu-Robert Sauvé, « Lise Gauvin chez Riopelle », Forum,‎ 4 novembre 2002, p. 8
- Gilles Dupuis, « Langagement », Studi francesi, vol. 48, no 1,‎ mars 2003
- Jean-Luc Gouin, « Une langue qui s’écrie », Nuit blanche, no 81,‎ hiver 2000-2001, p. 52-53
- John Kristian Sanaker, « Langagement. L’écrivain et la langue au Québec », Globe, vol. 4, no 1 « Repaysements du Québec »,‎ 2001, p. 150-152
- Pierre L’Hérault, « Langagement », Spirale,‎ novembre-décembre 2000, p. 25
- « Top 10 essais – année 2000 : Langagement », Ici,‎ 21 décembre 2000
- Caroline Montpetit, « La langue de chez nous », Le Devoir,‎ 11 mars 2000
- Pierre Monette, « Délier la langue », Voir,‎ 8 mars 2000
- Lilian Kesteloot, « L’écrivain francophone à la croisée des langues », Études littéraires africaines, no 7,‎ 1999, p. 30-32
- Pierre Cayouette, « La littérature en héritage », Le Devoir,‎ 13 novembre 1997
- Gilles Marcotte, « Premières… et bonnes nouvelles », L’Actualité,‎ août 1991
- Guy Cloutier, « Fugitives, un rare bonheur de lecture », Le Soleil,‎ 13 mai 1991
- Jean Royer, « Une chorégraphie du réel », Le Devoir,‎ 4 mai 1991
- Jean Basile, « L’illusion des sentiments », Le Devoir,‎ 27 avril 1991
- Réginald Martel, « Une observation fine, généreuse et ironique », La Presse,‎ 21 avril 1991
- Jacques Godbout, « Le journal intime d’une nation », L'Actualité,‎ 15 juin 1990
- Fulvio Caccia, « Québec Express », Libération,‎ 3 janvier 1990
- Jean-Claude Bologne, « Paroles de Québécois », Le Magazine littéraire,‎ janvier 1990
- Franca Marcato-Falzoni, « Lettres d'une autre by L. Gauvin », Francofonia, Italie, no 10,‎ printemps 1986, p. 126-127 (lire en ligne)
- Lucie Lequin, « Féminisme et enseignement : un défi annuel », Canadian Woman Studies/Les Cahiers de la femme, York University, vol. 6, no 3,‎ été-automne 1985
- Jean Paré, « Des cris persans », L'Actualité,‎ juillet 1985
- Jacques Body, Internationale de l'imaginaire (no 2), juin 1985
- Marie Andrée Beaudet, « Lettres d’une autre », Québec français, no 58,‎ mai 1985, p. 15 (lire en ligne)
- Jean-Pierre Salgas, Lire, Paris, mai 1985
- Jacques Madaule, « Comment peut-on être québécois », Le Monde,‎ 8 avril 1985
- Hugo Marsan, Gai Pied Hebdo, Paris, 6 avril 1985
- Yanacopoulo, « Le pari de Roxane », Spirale,‎ février 1985, p. 7
- Léonce Gaudreault, « Par les Lettres d’une autre, Lise Gauvin brosse un portrait du Québec », Le Soleil,‎ 21 janvier 1985
- Gérald Gaudet, « Comment peut-on être québécois », Le Devoir,‎ 12 janvier 1985
- P.T. Gormally, « Lettres d’une autre », Québec Studies, vol. 4, no 1,‎ 1985, p. 208-209
- Jacques Godbout, « Pour le temps des vacances », Le Maclean,‎ juillet 1975
- François Hébert, « À partir de la révolte », Le Jour,‎ 15 mars 1975